# Mimoides
Mimoides is een geslacht van vlinders uit de onderfamilie Papilioninae van de familie van de pages (Papilionidae). De wetenschappelijke naam van het geslacht is voor het eerst geldig gepubliceerd in 1991 door Keith S. Brown.
De typesoort is Papilio ariarathes Esper, 1788.

## Soorten
- Mimoides ariarathes (Esper, 1788)
- Mimoides euryleon (Hewitson, 1856)
- Mimoides ilus (Fabricius, 1793)
- Mimoides belesis (Bates, 1864)
- Mimoides branchus (Doubleday, 1846)
- Mimoides lysithous (Hübner, 1821)
- Mimoides microdamas (Burmeister, 1878)
- Mimoides pausanias (Hewitson, 1852)
- Mimoides phaon (Boisduval, 1836)
- Mimoides hipparchus (Staudinger, 1884)
- Mimoides protodamas (Godart, 1819)
- Mimoides thymbraeus (Boisduval, 1836)
- Mimoides xeniades (Hewitson, 1867)
- Mimoides chibcha (Fassl, 1912)
- Mimoides harmodius (Doubleday, 1846)
- Mimoides xynias (Hewitson, 1875)